# 吕萨涅
吕萨涅（法語：Lussagnet，法語發音：[lysaɲɛ]）是法国朗德省的一个市镇，属于蒙德马桑区。

## 地理
吕萨涅（43°46'30"N, 0°14'2"W）面积8.43 平方千米，位于法国新阿基坦大区朗德省，该省份为法国西南部沿海省份，是法國本土面积第二大的省，北起吉倫特省，西临大西洋，南至大西洋比利牛斯省，东临热尔省，东北与洛特-加龍省接壤。
与吕萨涅接壤的市镇（或旧市镇、城区）包括：勒乌加、阿杜尔河畔卡泽尔、翁唐克斯、勒维尼欧。

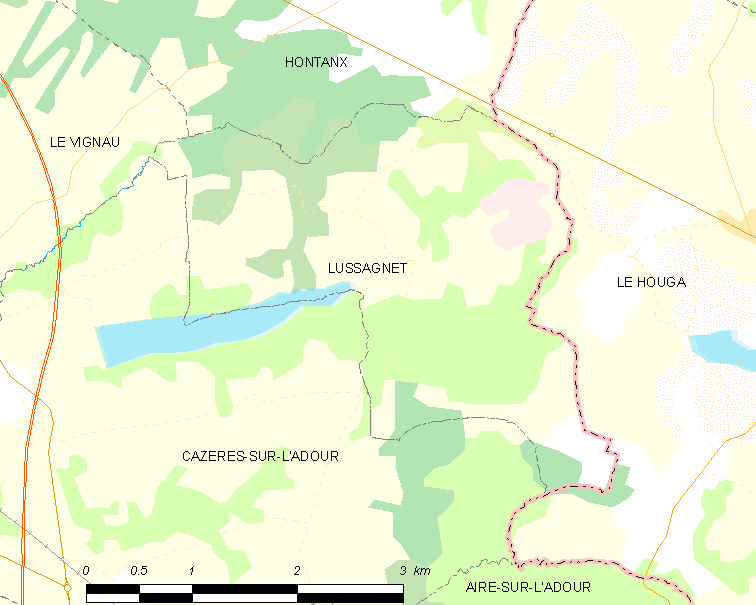
吕萨涅的OSM定位图

吕萨涅的时区为UTC+01:00、UTC+02:00（夏令时）。

## 行政
吕萨涅的邮政编码为40270，INSEE市镇编码为40166。

## 政治
吕萨涅所属的省级选区为阿杜尔-阿马尼亚克县。

## 人口

1962-2008年间吕萨涅人口变化图示

吕萨涅于2022年1月1日时的人口数量为77人。